# Беньямін Петер Глоксин

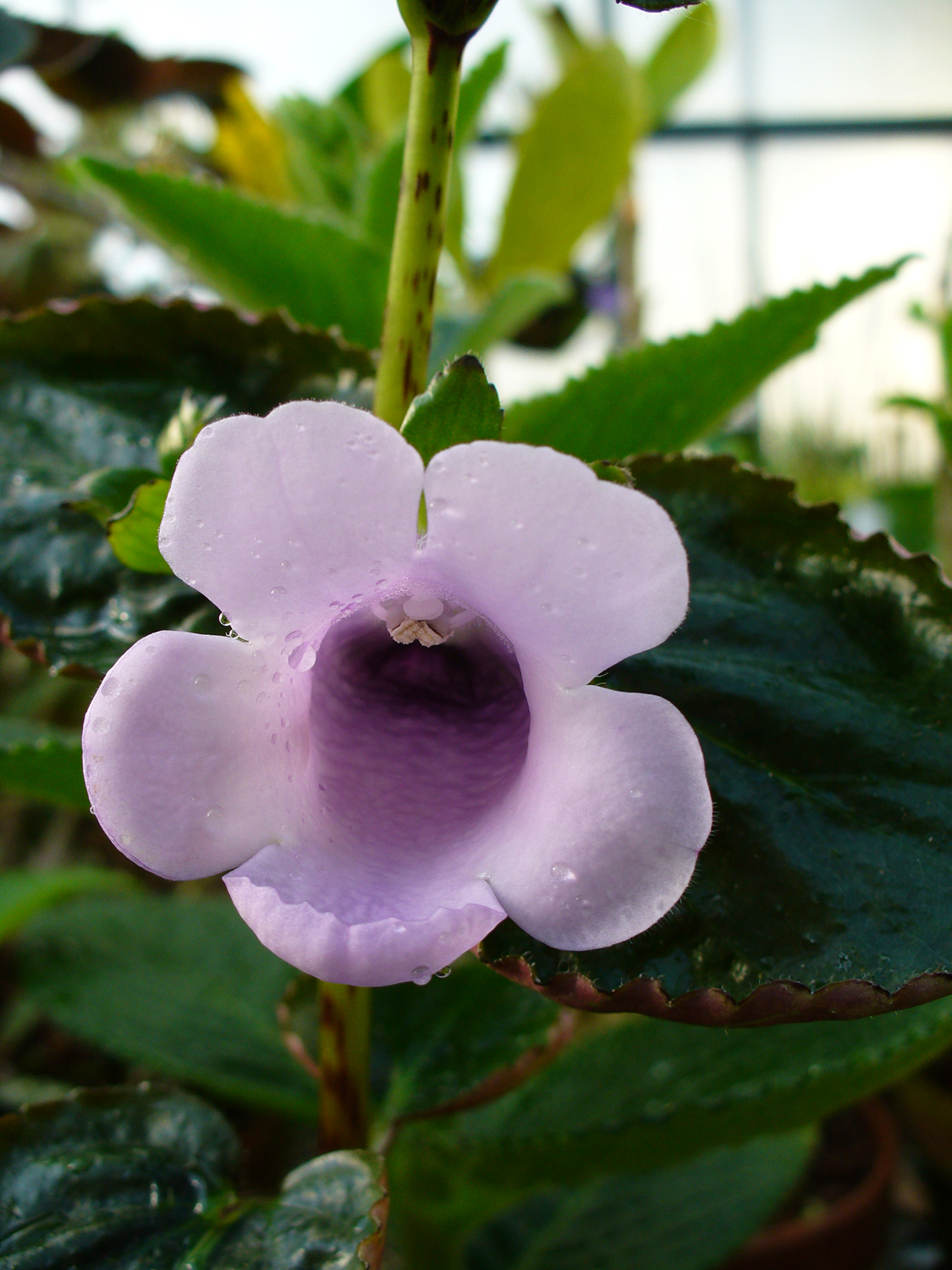
Gloxinia perennis — вид роду Глоксинія, названого на честь Б. П. Глоксина

Беньямін Петер Глоксин (нім. Benjamin Peter Gloxin, 1765–1794) — німецький або ельзаський ботанік та лікар.

## Біографія
Беньямін Петер Глоксин народився у 1765 році.
Глоксин жив та працював у Кольмарі. Він був фахівцем по рослинах родини Martyniaceae.
Беньямін Петер Глоксин помер у 1794 році. Ймовірно також, що він помер у 1795 році.

## Наукова діяльність
Беньямін Петер Глоксин спеціалізувався на насіннєвих рослинах.

## Наукові роботи
- Observationes Botanicae 1785, Argentorati, Strasbourg.

## Почесті
Рід рослин Глоксинія родини Геснерієві був названий на його честь.